# Os Sapatinhos Vermelhos
Os Sapatinhos Vermelhos (em dinamarquês: De røde sko) é um conto de fadas do poeta e autor dinamarquês, Hans Christian Andersen, publicado pela primeira vez em 7 de abril de 1845, pela C. A. Reitzel em Copenhaga em Novos Contos de Fadas. Primeiro Volume. Terceira Coleta. 1845. (Nye Eventyr. Første Bind. Tredie Samling. 1845.). Outros contos do volume incluem "O Elfo Monte" (Elverhøi), "Jumpers" (Springfyrene), "A Pastora e o limpador de Chaminés" (Hyrdinden og Skorstensfejeren), e "Holger Danske" (Holger Danske).
O conto foi republicado em 18 de dezembro de 1849, como uma parte de Contos de Fadas. 1850. (Eventyr. 1850.) e, novamente, em 30 de Março de 1863 como parte de Contos de Fadas e Histórias. Segundo Volume. 1863. (Eventyr og Historier. Andet Bind. 1863.). A história é sobre uma garota forçada a dançar continuamente em seus sapatos vermelhos. "Os Sapatos Vermelhos" tem recebido adaptações em diversos tipos de mídia, incluindo filmes.

## Resumo do Conto "Os Sapatinhos Vermelhos"
Um garota camponesa chamada Catarina é adotada por uma rica idosa, após a morte de sua mãe e cresce vã e mimada. Antes de sua adoção, Catarina queria um par de sapatinhos vermelhos; agora ela pede para sua mãe adotiva lhe comprar um par de sapatinhos vermelhos de ajuste para uma princesa. Depois de Catarina repetidamente usa-los para a igreja, eles começam a se mover por si mesmos,mas ela é capaz de tirá-los. Um dia, quando sua mãe adotiva fica doente, Catarina vai participar de uma festa com seus sapatos vermelhos. Um misterioso soldado aparece e toma estranha observações sobre os sapatos de Catarina. Logo depois, os sapatos de Catarina começam a mover-se por si de novo, mas desta vez eles não podem sair de jeito nenhum. Os sapatos continuam a dançar, noite e dia, com chuva ou sol, através de campos e prados, e através de cardos e abrolhos, que rasgam os membros de Catarina. Ela não pode mesmo participar do funeral da sua mãe adotiva. Um anjo aparece para ela, carregando uma espada, e condena-a por dançar, mesmo depois que ela morrer, como um aviso para crianças vãs de todo o mundo. Catarina implora por misericórdia, mas os sapatos vermelhos levam-na para longe antes que ela escutasse a resposta do anjo. Catarina encontra um carrasco e pede-lhe para cortar seus pés. Ele faz isso, mas os sapatos continuam a dançar, mesmo com os pés de Catarina amputados. O carrasco dá-lhe um par de pés de madeira e muletas, e ensina-lhe o salmo dos criminosos. Pensando que ela já sofreu demais por causa dos sapatos vermelhos, Catarina decide ir à igreja para que as pessoas possam vê-la. Ainda assim, seus pés amputados, ainda nos sapatos vermelhos, dança na frente dela, barrando o caminho. No domingo seguinte, ela tenta novamente, pensando que ela é pelo menos tão bom como os outros na igreja, mas, novamente, os sapatos vermelhos barram o caminho. Catarina consegue um emprego como empregada doméstica na casa paroquial, mas quando chega o domingo ela não se atreve a ir à igreja. Em vez disso, ela senta-se sozinha em casa e reza a Deus por ajuda. O anjo reaparece, agora com um ramo de rosas, e dá a Catarina a misericórdia que ela pediu: seu coração torna-se tão cheio de sol, paz e alegria que ele se multiplica. Sua alma voa sobre a luz do sol para o Céu; onde ninguém menciona os sapatinhos vermelhos.